# Scolelepis foliosa
Scolelepis foliosa är en ringmaskart som först beskrevs av Jean Victor Audouin och Milne Edwards 1833.  Scolelepis foliosa ingår i släktet Scolelepis och familjen Spionidae. Arten är reproducerande i Sverige. Utöver nominatformen finns också underarten S. f. occidentalis.